# Gnosia
Gnosia es  la capacidad del cerebro humano para lograr una descripción estructurada de la forma de un objeto y para interpretar lo que está percibiendo, por lo tanto, para saber tanto para qué es como para qué se utiliza ese objeto específico.
 
Gnosia es la facultad del cerebro para reconocer por medio de cualquier modalidad sensorial  la forma de un objeto, poder representarlo y deducir su significado.

La gnosia permite que el sujeto atribuya un significado a un estímulo sensorial   correctamente percibido. Por ejemplo, es la capacidad de reconocer caras familiares, el reconocimiento de la identidad facial de los demás, de reconocer y nombrar la forma y la naturaleza de los objetos mediante el tacto, la vista o el oído y la capacidad fundamental para las representaciones corporales y la autoconciencia. en el ser humano. 

## Definición
La palabra gnosia viene del griego gnósis que significa conocimiento. 
Las gnosias son la capacidad que tiene el cerebro humano para reconocer la información recibida y aprendida previamente como pueden ser objetos, personas o lugares a través de los sentidos. 

En este sentido, hay gnosias para cada uno de los canales sensitivos y gnosias que combinan diferentes canales. Estas impresiones sensoriales percibidas a través de los sentidos auditivo, táctil, olfativo, visual y gustativo, están relacionadas con representaciones mnésicas preexistentes de ese objeto en el cerebro y, en el reconocimiento, la percepción de ese estímulo se hace consciente. Por ejemplo la gnosia es saber que esto es una silla y que sirve para sentarse, mientras que la praxia es saber cómo sentarse en la silla.
Las gnosias son fundamentales para el desarrollo de la vida cotidiana. Las gnosias permiten reconocer las partes del cuerpo, el rostro de los familiares, reconocer los cubiertos para comer, los lápices para dibujar, o identificar canciones.  Las gnosias permiten al sujeto discriminar texturas, formas, sonidos, colores y objetos.   La gnosia permite la categorización del color, la asociación color-nombre y la asociación color-objeto.  La gnosia de los dedos predice las competencias numéricas en los niños y  es predictora del rendimiento de los niños preescolares en tareas numéricas en general.
Los modelos cognitivos proponen que el reconocimiento de las caras se lleva a cabo mediante una serie de etapas que incluyen la representación perceptiva de la estructura facial,  la codificación y la recuperación de la información facial.

## Tipos de gnosias
Existen distintos tipos de gnosias específicas de acuerdo a la modalidad sensorial. De acuerdo al estímulo pueden ser:
- Gnosia óptica o visual, que es la capacidad de reconocer de manera visual diferentes estímulos y atribuirles un significado. Estos estímulos pueden ser caras, formas u simplemente objetos.
- Gnosia de colores, la capacidad de reconocer los distintos colores.
- Gnosia dactilar, la capacidad de identificar e individualizar los dedos, relacionada con el movimiento motor de los dedos y el procesamiento numérico.[4]
- Gnosia auditiva, que es la capacidad de reconocer auditivamente los sonidos.
- Gnosia táctil, que es la capacidad de reconocer a través del tacto diferentes estímulos como la textura o la temperatura.
- Gnosia topográfica para los puntos de referencia, lo que permite confiar en las señales visuales para guiarse direccionalmente.[5]
- Gnosia de orientación que es la capacidad de colocar objetos en el espacio.[5]
- Gnosia olfativa, que es la capacidad de reconocer  los olores mediante el estímulos del olfato.
- Gnosia gustativa, que es la capacidad de reconocer los sabores.

También hay gnosias más complejas en las que interviene más de un canal sensorial como por ejemplo el esquema corporal, que es la  capacidad de reconocer y representar mentalmente el cuerpo como un todo y sus diversas partes, desarrollo de los movimientos que se puede hacer con cada parte del cuerpo y la orientación del cuerpo en el espacio.

## Agnosia
En 1891, Sigmund Freud introdujo el término agnosia por primera vez por para describir la pérdida de esta capacidad. Cada una de estas gnosias se correlacionan con las agnosias correspondientes. La agnosia es un trastorno patológico en el que el paciente es incapaz de reconocer e identificar objetos, personas o sonidos utilizando uno o más de sus sentidos, a pesar de que éstos funcionen normalmente. Es decir, es una patología exclusiva del cerebro. También existen distintos tipos de agnosias específicas de acuerdo a la modalidad sensorial. Durante las enfermedades neurodegenerativas se van perdiendo la capacidad de gnosia y de praxia que tiene el cerebro, es por eso que los pacientes con este tipo de patologías tienen dificultades para las actividades diarias como vestirse. 